# The X Factor (hetedik évad)
A The X Factor brit tehetségkutató hetedik évada 2010. augusztus 21-én indult. A show műsorvezetője Dermot O'Leary, míg a The Xtra Factor (ITV2) új műsorvezetője Konnie Huq, aki Holly Willoughby-t váltja. A meghallgatások 2010 nyarán zajlottak, Simon Cowell, Louis Walsh és Cheryl Cole zsűritagok részvételével. Dannii Minogue szülési szabadságon volt, így helyére különleges vendégek érkeztek. Cole betegsége miatt kihagyta a manchesteri válogatót valamint a kiképzőtábort is. A tábor végére a jelentkezők négy csoportba kerültek: Fiúk (16-27), Lányok (16-27), 28 év felettiek és a Csapatok. Minogue várhatóan a zsűritagok házában történő látogatásnál tér vissza, ahol a mentorok 8 előadás közül választanak. Ez az első HD-ben rögzített évada a műsornak, amelyet az ITV1 HD csatornán sugároznak.

## A kiválasztás menete

### Meghallgatások
Az első felhívás a jelentkezők részére 2009. december 5-én volt. A résztvevők új lehetősége, hogy interneten feltöltött videóval is részt vehetnek a műsorban. 2010 júniusában kezdődtek a meghallgatások 6 helyszínen: Glasgow (SECC, június 9.), Birmingham (LG Arena, június 13–14.), London (Excel Centre, június 21–24.), Dublin (Convention Centre Dublin, június 28), Cardiff (International Arena, július 2.), és Manchester (Manchester Central, július 9–11.).
A négy zsűritag közül hárman: Simon Cowell, Louis Walsh és Cheryl Cole tértek vissza, míg Dannii Minogue szülési szabadságon volt, így őt helyszínenként más vendég zsűritag váltotta. Cole maláriafertőzése miatt kihagyni kényszerült a manchesteri meghallgatásokat, helyére végül nem került más zsűritag.
A meghallgatásokról készült felvételek 2010. augusztus 21-én kerülnek adásba.

#### A castingok helyszíne és a vendég zsűritagok
| Város      | Dátum               | Helyszín                                  | Vendég zsűri       |
| ---------- | ------------------- | ----------------------------------------- | ------------------ |
| Glasgow    | 2010. június 9.     | Scottish Exhibition and Conference Centre | Geri Halliwell     |
| Birmingham | 2010. június 13–14. | LG Arena                                  | Natalie Imbruglia  |
| London     | 2010. június 21–24. | Excel Centre                              | -                  |
| Dublin     | 2010. június 28.    | Convention Centre Dublin                  | Katy Perry         |
| Cardiff    | 2010. július 2.     | Cardiff International Arena               | Pixie Lott         |
| Manchester | 2010. július 9–11.  | Manchester Central                        | Nicole Scherzinger |

### Kiképzőtábor és látogatás a zsűri házában
A kiképzőtáborra a londoni Wembley arénában került sor július 22-étől. Minogue továbbra is szabadságon volt, Cole pedig betegsége miatt nem vett részt. A két zsűritag hiánya miatt a rendezők úgy döntöttek, hogy nem lesz élő közönség a tábor során. Scherzinger tért vissza a zsűribe, hogy helyettesítse Cole-t. A tábor végén a résztvevők a szokásos 4 kategóriába lettek sorolva. Ebben az évben Scherzinger javaslatára a 25 év felettiek kategória 28 év felettiekre módosult, miután az idősebb énekesekek kifejezetten tehetségesnek bizonyultak, míg a Csapatok terén volt a leggyengébb a felhozatal. Minogue a zsűri házában tett látogatás során tér majd vissza, ahol a korábbi 6 helyett immár 8 produkció választ majd a zsűri.
- A mentorok kategóriái és segítőjük

- Cheryl Cole- Will.i.am Lányok
- Dannii Minogue- Natalie Imbrouglia Fiúk
- Simon Cowell-Sinitta Csapatok
- Louis Walsh-Sharon Osbourne 28felettiek

## Döntősök
A döntőbe került 16 versenyző:
Jelzések:
     győztes
     második
     kiesett
| Kategória (Mentor) | Versenyzők   | Versenyzők     | Versenyzők       | Versenyzők       |
| ------------------ | ------------ | -------------- | ---------------- | ---------------- |
| Fiúk (Minouge)     | Nicolò Festa | Aiden Grimshaw | Paije Richardson | Matt Cardle      |
| Csapatok (Cowell)  | F.Y.D.       | Diva Fever     | Belle Amie       | One Direction    |
| 25 felett (Walsh)  | Storm Lee    | John Adeleye   | Wagner           | Mary Byrne       |
| Lányok (Cole)      | Treyc Cohen  | Katie Waissel  | Cher Lloyd       | Rebecca Ferguson |

## Élő showk
Az élő show-kat a Fountain stúdióban készítették.
Az élő show-k alatt több vendégelőadó is fellépett.

1. hét:Joe McElderry (" Ambitions ") és Usher (egyveleg: " DJ Got Us Fallin' in Love " / " OMG ")
2.hét:Diana Vickers (" My Wicked Heart ") és Katy Perry (" Firework ") 
3.hét:Cheryl Cole (" Promise This ") és Michael Bublé (" Hollywood ") 
4.hét:Bon Jovi (" Livin' on a Prayer "), Jamiroquai (" White Knuckle Ride ") és Rihanna (" Only Girl (In the World) ") 
5.hét:Shayne Ward (" Gotta Be Somebody ") és Kylie Minogue (" Better than Today ") 
6.hét:JLS (" Love You More "), Westlife (" Safe ") és Take That (" The Flood ")
7.hét:Olly Murs (" Thinking of Me ") 
8.hét:The Wanted (" Lose My Mind "), Justin Bieber (egyveleg: " Somebody to Love " / " Baby ") és Nicole Scherzinger (" Poison ")
9.hét:Alexandra Burke (" The Silence "),Glee (" Don't Stop Believin' "), The Black Eyed Peas (" The Time (Dirty Bit) "
10.hét:Rihanna (" What's My Name? "), Christina Aguilera (" Express ")
11.hét:Take That (" The Flood ")

## Fordítás
- Ez a szócikk részben vagy egészben  a   The X Factor (UK series 7) című angol Wikipédia-szócikk fordításán alapul.  Az eredeti cikk szerkesztőit annak laptörténete sorolja fel. Ez a jelzés csupán a megfogalmazás eredetét és a szerzői jogokat jelzi, nem szolgál a cikkben szereplő információk forrásmegjelöléseként.

## Külső hivatkozások
- The X Factor az Internet Movie Database oldalon (angolul)